# Clinch County
Das Clinch County ist ein County im Bundesstaat Georgia der Vereinigten Staaten. Der Verwaltungssitz (County Seat) ist Homerville.

## Geographie
Das County liegt im Süden von Georgia und grenzt im Süden an Florida. Es hat eine Fläche von 2135 Quadratkilometern, wovon 39 Quadratkilometer Wasseroberfläche sind und grenzt im Uhrzeigersinn an folgende Countys: Atkinson County, Ware County, Echols County und Lanier County.

## Geschichte
Clinch County wurde am 14. Februar 1850 aus Teilen des Ware County und des Lowndes County gegründet. Benannt wurde es nach General Duncan Clinch, der im Indianerkrieg 1812 den Indianer-Häuptling Osceola in Florida besiegte und später im US-Kongress diente.

## Demografische Daten
Laut der Volkszählung von 2010 verteilten sich die damaligen 6.798 Einwohner auf 2.572 bewohnte Haushalte, was einen Schnitt von 2,58 Personen pro Haushalt ergibt. Insgesamt bestehen 3.007 Haushalte.
70,8 % der Haushalte waren Familienhaushalte (bestehend aus verheirateten Paaren mit oder ohne Nachkommen bzw. einem Elternteil mit Nachkomme) mit einer durchschnittlichen Größe von 3,10 Personen. In 38,4 % aller Haushalte lebten Kinder unter 18 Jahren sowie in 25,3 % aller Haushalte Personen mit mindestens 65 Jahren.
29,5 % der Bevölkerung waren jünger als 20 Jahre, 24,8 % waren 20 bis 39 Jahre alt, 26,7 % waren 40 bis 59 Jahre alt und 18,9 % waren mindestens 60 Jahre alt. Das mittlere Alter betrug 37 Jahre. 48,8 % der Bevölkerung waren männlich und 51,2 % weiblich.
67,4 % der Bevölkerung bezeichneten sich als Weiße, 27,7 % als Afroamerikaner, 0,6 % als Indianer und 0,2 % als Asian Americans. 2,7 % gaben die Angehörigkeit zu einer anderen Ethnie und 1,4 % zu mehreren Ethnien an. 3,5 % der Bevölkerung bestand aus Hispanics oder Latinos.
Das durchschnittliche Jahreseinkommen pro Haushalt lag bei 29.125 USD, dabei lebten 34,6 % der Bevölkerung unter der Armutsgrenze.

## Kultur und Sehenswürdigkeiten

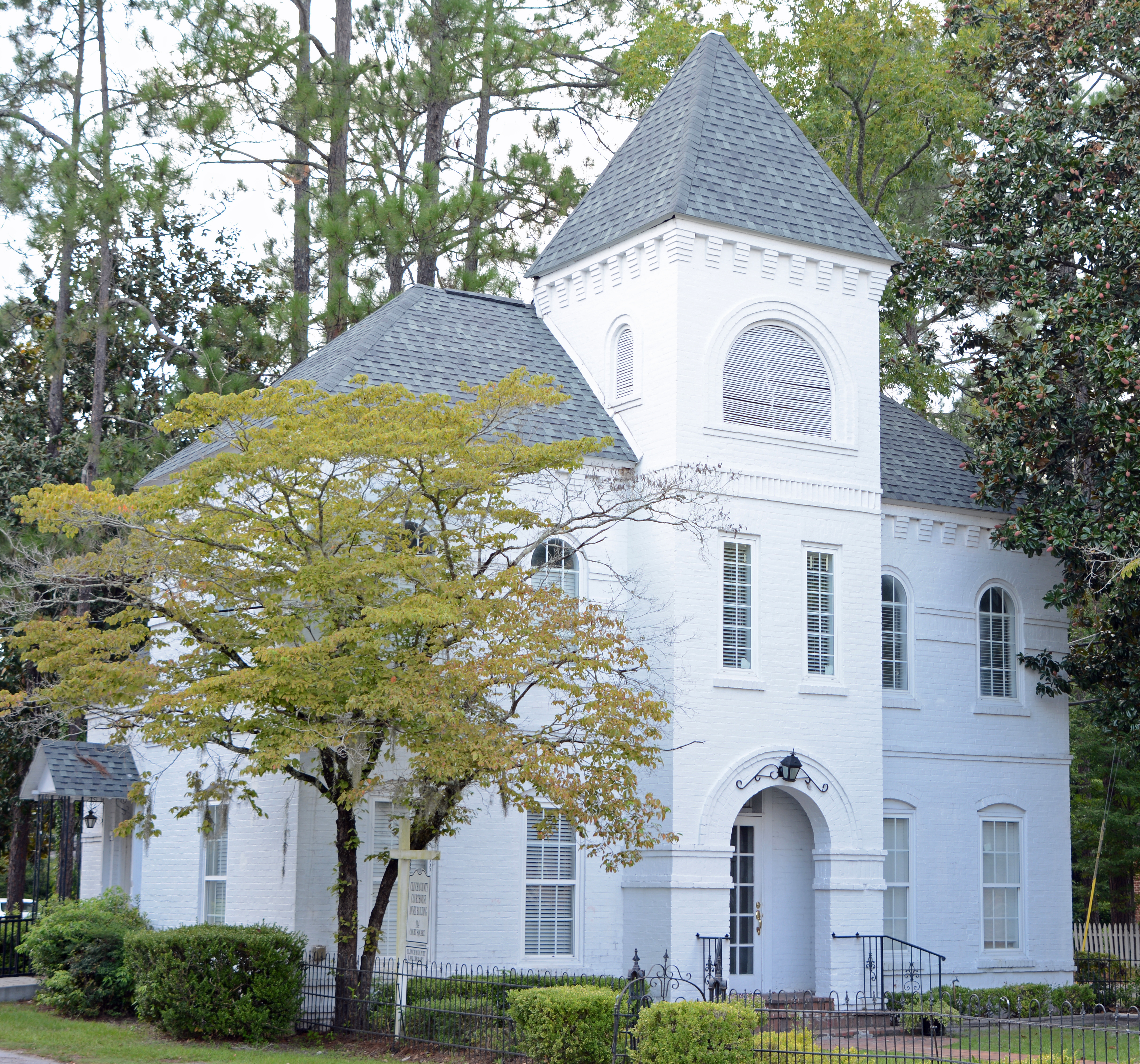
Clinch County Jail (2015). Das ehemalige County-Gefängnis entstand im Jahr 1893 und diente bis 1927 in dieser Funktion. Es wurde von einem lokalen Frauenverein vor dem Abriss bewahrt und im Jahr 1936 durch die Works Progress Administration restauriert. Im Januar 1980 wurde das Gebäude als erstes Objekt im County in das NRHP eingetragen.

Zwei Bauwerke im Clinch County sind im National Register of Historic Places („Nationales Verzeichnis historischer Orte“; NRHP) eingetragen (Stand 7. August 2023), neben dem Gerichts- und Verwaltungsgebäude ist dies das ehemalige County-Gefängnis.

## Orte im Clinch County
Orte im Clinch County mit Einwohnerzahlen der Volkszählung von 2010:
Cities:
- Fargo – 321 Einwohner
- Homerville (County Seat) – 2456 Einwohner

Towns:
- Argyle – 212 Einwohner
- Du Pont – 120 Einwohner